# 徐建 (1958年)
徐建（1958年8月—），辽宁人，中国机械工业集团有限公司总经理，中国工程院院士。

## 生平
1980年毕业于长春建筑专科学校（现长春工程学院）工业与民用建筑专业，获学士学位。1988年毕业于湖南大学土木系，获硕士学位。曾在西安冶金建筑学院（现西安建筑科技大学）学习一年。